# الثورة الأبخازية
حدثت الثورة الأبخازية في عام 2014، عندما استقال الرئيس ألكسندر أنكواب بعد أن اقتحم مئات المتظاهرين مكتبه. وفي أعقاب احتجاجات حاشدة في العاصمة سوخومي في 27 مايو واحتلال مكتبه، فر أنكواب إلى مسقط رأسه غوداوتا، واستقال في نهاية المطاف في 1 يونيو، بعد أن أدان المظاهرة بوصفها محاولة انقلاب.
ونسبت الانتفاضة إلى الغضب الشعبي إزاء سياسة أنكواب الليبرالية تجاه السكان الجورجيين الأبخازيين. وأبخازيا جمهورية انفصالية ذات اعتراف محدود. وعلى الرغم من انفصال أبخازيا عن جورجيا في عام 1992، سمحت حكومة أنكواب للسكان من أصل جورجي بالتسجيل كناخبين والحصول على جوازات سفر أبخازية.
وأدت هذه الثورة إلى إجراء انتخابات رئاسية مبكرة في أغسطس 2014. وانتُخب زعيم المعارضة راؤول خجيمبا رئيساً بأغلبية ضئيلة.

## خلفية
في مايو 2011، توفي سيرغيه باغابش أثناء توليه منصبه، مما أدى إلى الانتخابات الرئاسية لعام 2011. وفاز ألكسندر أنكواب بنسبة 54.9 في المائة من الأصوات.
وفي أواخر أبريل 2014، وجهت المعارضة إنذارا نهائيا إلى الرئيس أنكواب في 5 مايو بحل الحكومة وإجراء إصلاح جذري.

## ملاحظة
1. ↑  أبخازيا هي موضوع نزاع إقليمي بين جمهورية أبخازيا وجورجيا. أعلنت حكومة جمهورية أبخازيا الاستقلال من جانب واحد في 23 يوليو 1992، لكن جورجيا تواصل المطالبة بها كجزء من أراضيها السيادية وتصنفها على أنها منطقة تحتلها روسيا. تلقت أبخازيا اعترافًا رسميًا كدولة مستقلة من 7 من أصل 193 دولة عضو في الأمم المتحدة، وسحبت دولة واحدة منها لاحقًا الاعتراف بها.